# 细裂银莲花
细裂银莲花（学名：Anemone filisecta）为毛茛科银莲花属的植物，是中国的特有植物。分布于中国大陆的云南等地，生长于海拔500米至600米的地区，一般生于河边草地，目前尚未由人工引种栽培。